# Picar
Picar là một xã trong quận Gjirokastër thuộc hạt Gjirokastër, Albania. Dân số năm 2005 là 1664 người.